# 成正
成正（1863年）是清朝甘肅平涼回民領袖穆生華所立的年號。
同治二年（1863年）八月，穆生華在甘肅平涼反清，初用明朝崇禎年號，佔領平涼後，在平涼建立「成正國」，改同治二年為成正元年，遙尊馬化龍為最高首領。但馬化龍拒絕接受擁戴，只得取消。

## 紀年對照表
| 成正 | 元年   |
| ---- | ------ |
| 公元 | 1863年 |
| 干支 | 癸亥   |

## 同期存在的其他政權年號
- 中國
  - 同治（1862年－1874年）：清朝—同治帝载淳之年號
  - 太平天國（1851年－1864年）：太平天国—洪秀全、洪天贵福之年號
  - 洪德（1855年－1864年）：清朝時期—陈开、黄鼎凤之年號
  - 江漢（1854年－1864年）：清朝時期—楊龍喜、朱明月之年號
  - 順天（1860年－1865年）：清朝時期—李永和之年號
  - 天縱（1860年－1863年）：清朝时期—宋继鹏之年号
- 日本
  - 文久（1861年－1864年）：孝明天皇之年號
- 越南
  - 嗣德（1848年－1883年）：阮朝—阮翼宗阮福時之年號

## 來源
1. ↑  高文遠《清末西北回民之反清運動》，寧夏人民出版社，1998年，第173頁。ISBN 7227017281
2. ↑  丁煥章《甘肅近現代史》，蘭州大學出版社，1989年，第89頁。ISBN 7311002532